# Kirsten Schmieder
Kirsten Schmieder (* 19. Dezember 1961 in Moers) ist eine deutsche Neurochirurgin und frühere Badmintonspielerin.

## Leben
Kirsten Schmieder gewann 1981 ihren ersten Titel bei Deutsche Einzelmeisterschaften, auf den weitere elf folgten. Bei der Europameisterschaft 1988 erkämpfte sie sich Bronze im Damendoppel. 1984 wurde sie Deutsche Mannschaftsmeisterin mit dem OSC 04 Rheinhausen.
Nach dem Abschluss ihres Medizinstudiums beendete Schmieder ihre sportliche Laufbahn. Sie arbeitete in der Neurochirurgie an der Universitätsklinikum der Ruhr-Universität Bochum, und 2008 wurde sie als Direktorin an die Neurochirurgie des Universitätsklinikums Mannheim berufen. 2013 wurde sie Direktorin der Neurochirurgie am Universitätsklinikum Knappschaftskrankenhaus Bochum.

## Sportliche Erfolge
| Saison    | Veranstaltung                        | Disziplin   | Platz | Name |
| --------- | ------------------------------------ | ----------- | ----- | --- |
| 1974/1975 | Deutsche Einzelmeisterschaft U14     | Mixed       | 2     | Olaf Ackermann / Kirsten Schmieder (1. BV Mülheim / OSC 04 Rheinhausen)                                                                                             |
| 1975/1976 | Westdeutsche Einzelmeisterschaft U14 | Damendoppel | 1     | Kirsten Schmieder / Claudia Dorrenbach (OSC 04 Rheinhausen / FC Langenfeld)                                                                                         |
| 1975/1976 | Deutsche Einzelmeisterschaft U14     | Damendoppel | 1     | Kirsten Schmieder / Claudia Dorrenbach (OSC 04 Rheinhausen / FC Langenfeld)                                                                                         |
| 1977/1978 | Deutsche Einzelmeisterschaft U18     | Damendoppel | 2     | Kirsten Schmieder (OSC 04 Rheinhausen) / Claudia Dorrenbach (FC Langenfeld)                                                                                         |
| 1977/1978 | Deutsche Einzelmeisterschaft U18     | Dameneinzel | 2     | Kirsten Schmieder (OSC 04 Rheinhausen) |
| 1978/1979 | Deutsche Einzelmeisterschaft U18     | Damendoppel | 2     | Kirsten Schmieder (OSC 04 Rheinhausen) / Claudia Dorrenbach (FC Langenfeld)                                                                                         |
| 1978/1979 | Deutsche Einzelmeisterschaft U18     | Dameneinzel | 1     | Kirsten Schmieder (OSC 04 Rheinhausen) |
| 1978/1979 | Deutsche Einzelmeisterschaft U22     | Dameneinzel | 1     | Kirsten Schmieder (OSC 04 Rheinhausen) |
| 1978/1979 | Westdeutsche Einzelmeisterschaft U18 | Damendoppel | 1     | Kirsten Schmieder / Claudia Dorrenbach (OSC 04 Rheinhausen / FC Langenfeld)                                                                                         |
| 1978/1979 | Westdeutsche Einzelmeisterschaft U18 | Dameneinzel | 1     | Kirsten Schmieder (OSC 04 Rheinhausen) |
| 1979/1980 | Deutsche Einzelmeisterschaft U22     | Damendoppel | 1     | Kirsten Schmieder / Claudia Dorrenbach (OSC 04 Rheinhausen / FC Langenfeld)                                                                                         |
| 1979/1980 | Westdeutsche Einzelmeisterschaft U18 | Damendoppel | 1     | Kirsten Schmieder / Claudia Dorrenbach (OSC 04 Rheinhausen / FC Langenfeld)                                                                                         |
| 1979/1980 | Westdeutsche Einzelmeisterschaft U18 | Dameneinzel | 1     | Kirsten Schmieder (OSC 04 Rheinhausen) |
| 1979/1980 | Deutsche Einzelmeisterschaft U18     | Dameneinzel | 1     | Kirsten Schmieder (OSC 04 Rheinhausen) |
| 1979/1980 | Westdeutsche Einzelmeisterschaft U18 | Mixed       | 1     | Michael Ferlings / Kirsten Schmieder (OSC 04 Rheinhausen) |
| 1979/1980 | Westdeutsche Einzelmeisterschaft U22 | Damendoppel | 1     | Kirsten Schmieder / Elke Schrick (OSC 04 Rheinhausen / 1. BC Leverkusen)                                                                                            |
| 1979/1980 | Westdeutsche Einzelmeisterschaft U22 | Dameneinzel | 1     | Kirsten Schmieder (OSC 04 Rheinhausen) |
| 1979/1980 | Deutsche Einzelmeisterschaft U18     | Damendoppel | 1     | Claudia Dorrenbach / Kirsten Schmieder (FC Langenfeld / OSC 04 Rheinhausen)                                                                                         |
| 1979/1980 | Deutsche Einzelmeisterschaft U22     | Dameneinzel | 1     | Kirsten Schmieder (OSC 04 Rheinhausen) |
| 1979/1980 | Deutsche Einzelmeisterschaft         | Dameneinzel | 2     | Kirsten Schmieder (TB Rheinhausen) |
| 1979/1980 | Deutsche Einzelmeisterschaft U22     | Mixed       | 2     | Jürgen Gebhardt (TV Mainz-Zahlbach) / Kirsten Schmieder (TB Rheinhausen)                                                                                            |
| 1980/1981 | Deutsche Einzelmeisterschaft U22     | Dameneinzel | 1     | Kirsten Schmieder (OSC 04 Rheinhausen) |
| 1980/1981 | Deutsche Einzelmeisterschaft U22     | Damendoppel | 1     | Kirsten Schmieder / Claudia Dorrenbach (OSC 04 Rheinhausen / FC Langenfeld)                                                                                         |
| 1980/1981 | Deutsche Einzelmeisterschaft         | Dameneinzel | 1     | Kirsten Schmieder (OSC 04 Rheinhausen) |
| 1980/1981 | Westdeutsche Einzelmeisterschaft     | Dameneinzel | 1     | Kirsten Schmieder (OSC 04 Rheinhausen) |
| 1981/1982 | Deutsche Einzelmeisterschaft         | Damendoppel | 1     | Brigitte Steden / Kirsten Schmieder (TSV Glinde / OSC 04 Rheinhausen)                                                                                               |
| 1981/1982 | Deutsche Einzelmeisterschaft         | Dameneinzel | 1     | Kirsten Schmieder (OSC 04 Rheinhausen) |
| 1981/1982 | Deutsche Einzelmeisterschaft         | Mixed       | 3     | Rolf Heyer / Kirsten Schmieder (OSC 04 Rheinhausen) |
| 1981/1982 | Deutsche Einzelmeisterschaft U22     | Dameneinzel | 1     | Kirsten Schmieder (OSC 04 Rheinhausen) |
| 1981/1982 | Deutsche Einzelmeisterschaft U22     | Damendoppel | 1     | Kirsten Schmieder / Gabriele Splett (OSC 04 Rheinhausen / 1. DBC Bonn)                                                                                              |
| 1982/1983 | Westdeutsche Einzelmeisterschaft U22 | Damendoppel | 1     | Kirsten Schmieder / Gabriele Splett (OSC 04 Rheinhausen / VfL Bochum)                                                                                               |
| 1982/1983 | Deutsche Einzelmeisterschaft U22     | Dameneinzel | 1     | Kirsten Schmieder (OSC 04 Rheinhausen) |
| 1982/1983 | Deutsche Einzelmeisterschaft U22     | Damendoppel | 1     | Kirsten Schmieder / Gabriele Splett (OSC 04 Rheinhausen / 1. DBC Bonn)                                                                                              |
| 1982/1983 | Westdeutsche Einzelmeisterschaft     | Dameneinzel | 1     | Kirsten Schmieder (OSC 04 Rheinhausen) |
| 1982/1983 | Deutsche Einzelmeisterschaft         | Dameneinzel | 2     | Kirsten Schmieder (OSC 04 Rheinhausen) |
| 1982/1983 | Deutsche Einzelmeisterschaft         | Damendoppel | 1     | Kirsten Schmieder / Petra Dieris-Wierichs (OSC 04 Rheinhausen / FC Bayer 05 Uerdingen)                                                                              |
| 1982/1983 | Deutsche Einzelmeisterschaft         | Mixed       | 2     | Rolf Heyer / Kirsten Schmieder (OSC 04 Rheinhausen) |
| 1982/1983 | Westdeutsche Einzelmeisterschaft     | Mixed       | 1     | Rolf Heyer / Kirsten Schmieder (OSC 04 Rheinhausen) |
| 1982/1983 | Westdeutsche Einzelmeisterschaft U22 | Mixed       | 1     | Hans-Jörg Kaib / Kirsten Schmieder (LBN Duisburg / OSC 04 Rheinhausen)                                                                                              |
| 1983/1984 | Deutsche Einzelmeisterschaft         | Damendoppel | 1     | Kirsten Schmieder / Petra Dieris-Wierichs (OSC 04 Rheinhausen / FC Bayer 05 Uerdingen)                                                                              |
| 1983/1984 | Deutsche Mannschaftsmeisterschaft    | Mannschaft  | 1     | OSC 04 Rheinhausen (Wiyatno, Hans-Joachim Schulz, Matthias Heger, Rolf Heyer, Michael Ferlings, Kirsten Schmieder, Petra Dieris-Wierichs)                           |
| 1983/1984 | Deutsche Einzelmeisterschaft         | Dameneinzel | 2     | Kirsten Schmieder (OSC 04 Rheinhausen) |
| 1983/1984 | Deutsche Einzelmeisterschaft U22     | Damendoppel | 2     | Kirsten Schmieder (TB Rheinhausen) / Dorett Hökel (1. DBC Bonn) |
| 1983/1984 | Deutsche Einzelmeisterschaft U22     | Dameneinzel | 1     | Kirsten Schmieder (OSC 04 Rheinhausen) |
| 1984/1985 | Deutsche Mannschaftsmeisterschaft    | Mannschaft  | 3     | OSC 04 Rheinhausen (Klaus Kamperdicks, Hans-Joachim Schulz, Matthias Heger, Rolf Heyer, Michael Ferlings, Kirsten Schmieder, Petra Dieris-Wierichs, Karin Schäfers) |
| 1984/1985 | Westdeutsche Einzelmeisterschaft     | Damendoppel | 1     | Kirsten Schmieder / Petra Dieris Wierichs (OSC 04 Rheinhausen) |
| 1984/1985 | Westdeutsche Einzelmeisterschaft     | Mixed       | 1     | Harald Klauer / Kirsten Schmieder (1. DBC Bonn / OSC 04 Rheinhausen)                                                                                                |
| 1984/1985 | Deutsche Einzelmeisterschaft         | Mixed       | 1     | Harald Klauer / Kirsten Schmieder (1. DBC Bonn / OSC 04 Rheinhausen)                                                                                                |
| 1984/1985 | Deutsche Einzelmeisterschaft         | Damendoppel | 2     | Kirsten Schmieder / Petra Dieris-Wierichs (OSC 04 Rheinhausen) |
| 1984/1985 | Deutsche Einzelmeisterschaft         | Dameneinzel | 1     | Kirsten Schmieder (OSC 04 Rheinhausen) |
| 1985/1986 | Westdeutsche Einzelmeisterschaft     | Damendoppel | 1     | Kirsten Schmieder / Heidi Krickhaus (OSC 04 Rheinhausen / FC Langenfeld)                                                                                            |
| 1985/1986 | Westdeutsche Einzelmeisterschaft     | Dameneinzel | 1     | Kirsten Schmieder (TTC Brauweiler 1948) |
| 1985/1986 | Deutsche Einzelmeisterschaft         | Dameneinzel | 1     | Kirsten Schmieder (OSC 04 Rheinhausen) |
| 1985/1986 | Deutsche Einzelmeisterschaft         | Damendoppel | 1     | Kirsten Schmieder / Katrin Schmidt (OSC 04 Rheinhausen / 1. Pfälzischer BC Neustadt)                                                                                |
| 1986/1987 | Deutsche Einzelmeisterschaft         | Damendoppel | 1     | Kirsten Schmieder / Petra Dieris Wierichs (TTC Brauweiler 1948) |
| 1986/1987 | Westdeutsche Einzelmeisterschaft     | Dameneinzel | 1     | Kirsten Schmieder (TTC Brauweiler 1948) |
| 1986/1987 | Deutsche Einzelmeisterschaft         | Dameneinzel | 3     | Kirsten Schmieder (TTC Brauweiler) |
| 1986/1987 | Deutsche Einzelmeisterschaft         | Mixed       | 3     | Guido Schänzler / Kirsten Schmieder (TTC Brauweiler) |
| 1987/1988 | Deutsche Einzelmeisterschaft         | Damendoppel | 1     | Kirsten Schmieder / Katrin Schmidt (TTC Brauweiler / TuS Wiebelskirchen)                                                                                            |
| 1987/1988 | Deutsche Einzelmeisterschaft         | Dameneinzel | 2     | Kirsten Schmieder (TTC Brauweiler) |
| 1987/1988 | Westdeutsche Einzelmeisterschaft     | Dameneinzel | 1     | Kirsten Schmieder (TTC Brauweiler 1948) |
| 1988      | Europameisterschaft                  | Damendoppel | 3     | Katrin Schmidt / Kirsten Schmieder |
| 1988/1989 | Westdeutsche Einzelmeisterschaft     | Mixed       | 1     | Ralf Rausch / Kirsten Schmieder (SC Bayer 05 Uerdingen / FC Langenfeld)                                                                                             |
| 1988/1989 | Deutsche Einzelmeisterschaft         | Damendoppel | 1     | Kirsten Schmieder / Katrin Schmidt (FC Langenfeld / TuS Wiebelskirchen)                                                                                             |
| 1989/1990 | Westdeutsche Einzelmeisterschaft     | Damendoppel | 1     | Kirsten Schmieder / Andrea Lewandowski (FC Langenfeld / 1. BV Mülheim)                                                                                              |